# Брайан, Дора
До́ра Бра́йан (англ. Dora Bryan; 7 февраля 1923, Parbold, Ланкашир — 23 июля 2014, Брайтон, Юго-Восточная Англия) — английская актриса театра, кино и телевидения, певица. Офицер ордена Британской империи.

## Биография
Дора Мэй Бродбент родилась 7 февраля 1923 года в городе Саутпорте (графство Мерсисайд), выросла в деревне под Олдемом. Отец, Альберт Броадбент, владел небольшой мельницей, но разорился. Мать, Джорджина Хилл (ум. 1963), владела магазином одежды в этом городе. Ещё в детстве Дора проявила склонность к театральному мастерству, в частности, ещё ребёнком она преуспевала в пантомиме, впервые на сцене появилась в 12 лет. Во время Второй мировой войны Дора вступила в Национальную ассоциацию службы развлечений и выступала для британских солдат, воюющих в Италии. В 1945 году Дора вернулась в Англию и стала играть роли в ведущих театрах Вест-Энда. Драматург Ноэл Кауард подобрал молодой актрисе сценический псевдоним Дора Брайант, который девушка и приняла. Однако из-за опечатки исчезла последняя буква т, и актриса стала известна как Дора Брайан. Причиной появления именно этого псевдонима стал взгляд, упавший на коробок спичек Bryant and May.
В 1964 году Дора Брайан выпустила свой музыкальный альбом с незатейливым названием «Дора».
В 1972 году Дора, её муж и их трое детей, находясь в Испании, попали в серьёзную автомобильную аварию.
Некоторое время Дора с мужем владели гостиницей «Кларджес» в Брайтоне (эта гостиница была главной локацией в фильмах «Продолжите, когда вам будет удобно» (1971) и «Так держать, девочки» (1973)), но бизнес не заладился и её пришлось продать, пара оставила себе одну квартиру с видом на море в этом доме, где и прожили значительную часть жизни.
В 1987 году свет увидела автобиография актрисы According To Dora.
К 2009 году Брайан не вставала с инвалидной коляски и переехала в дом престарелых в город Хов. 13 сентября 2013 года в музее деревни Роттингдин открылась экспозиция, посвящённая Доре Брайан.
Дора Брайан скончалась 23 июля 2014 года в возрасте 91 года в доме престарелых в Хове. Церемония прощания прошла в церкви Святого Георгия, тело актрисы было кремировано, останки захоронены в Брайтоне.

### Личная жизнь
В 1954 году Дора Брайан вышла замуж за игрока в крикет Билла Лоутона (1920—2008), с которым познакомилась ещё в 1940 году. Пара прожила в браке 54 года до смерти Билла 14 августа 2008 года. У Доры и Билла было трое детей (ещё трое умерли сразу после рождения), причём двое приёмных: сыновья — Уильям (род. 1962, родной) и Дэниел, дочь — Джорджина (названа в честь матери). Джорджина в 36 лет умерла от алкоголизма, и сама Дора в конце 1970-х — начале 1980-х годов состояла в обществе анонимных алкоголиков.

### Награды
- 1962 — Премия BAFTA за лучшую женскую роль за роль в фильме «Вкус мёда»
- 1996 — Премия Лоренса Оливье за лучшую женскую роль второго плана за роль в постановке «День рождения»[англ.]
- 1996 — Офицер Ордена Британской империи

## Избранные работы

### Сцена
- Вторая половина 1940-х — Частные жизни[англ.] / Private Lives
- 1962 — Джентльмены предпочитают блондинок[англ.] / Gentlemen Prefer Blondes
- 1966—1968 — Хелло, Долли! / Hello, Dolly!
- 1984 — Виндзорские насмешницы / The Merry Wives of Windsor — миссис Куикли
- 1985 — Ночь ошибок, или Унижение паче гордости[англ.] / She Stoops to Conquer — миссис Хардкасл
- 1987 — Пигмалион / Pygmalion — миссис Пирс
- 1987 — Безумства[англ.] / Follies — Карлотта Кэмпион
- 1991 — 70, девочки, 70[англ.] / 70, Girls, 70
- 1994 — День рождения[англ.] / The Birthday Party

### Широкий экран
- 1947 — Выбывший из игры / Odd Man Out — девушка в телефонном киоске (в титрах не указана)
- 1948 — Поверженный идол / The Fallen Idol — Роуз
- 1949 — Адам и Эвелина[англ.] / Adam and Evelyne — помощница продавца (в титрах не указана)
- 1949 — Прерванное приключение[англ.] / The Interrupted Journey — официантка
- 1950 — Синяя лампа / The Blue Lamp — Мэйси
- 1950 — Радость путешественника[англ.] / Traveller's Joy — Ева
- 1951 — Круг опасности / Circle of Danger — Баблс Фитцджеральд
- 1951 — Леди Годива снова в седле[англ.] / Lady Godiva Rides Again — девушка
- 1951 — Высшая степень измены[англ.] / High Treason — миссис Боуэрс
- 1952 — Шепчущий Смит покоряет Лондон[англ.] / Whispering Smith Hits London — Ла Фосс
- 1952 — Время, джентльмены, пожалуйста![англ.] / Time Gentlemen, Please! — Пегги Стеббинс
- 1952 — Мать Райли встречает вампира[англ.] / Mother Riley Meets the Vampire — Тилли
- 1952 — Дарёный конь[англ.] / Gift Horse — Глэд Фланаган
- 1952 — Мисс Робин Гуд[англ.] / Miss Robin Hood — Пёрл
- 1952 — Сделано на небесах[англ.] / Made in Heaven — Этель Дженкинс
- 1952 — Женщины сумерек / Women of Twilight — Ольга Ламберт
- 1952 — Неуловимый / The Ringer — миссис Хэкетт
- 1953 — Угол улицы[англ.] / Street Corner — проститутка в полицейском участке
- 1953 — Нарушитель[англ.] / The Intruder — Дора Би
- 1954 — Ночной скандал[англ.] / Fast and Loose — Мэри Роулингс, служанка
- 1954 — Вы знаете каковы моряки[англ.] / You Know What Sailors Are — Глэдис
- 1954 — Молодые любовники / The Young Lovers — телефонистка (в титрах не указана)
- 1954 — Переполненный день[англ.] / The Crowded Day — покупательница
- 1954 — Без ума от мужчин[англ.] / Mad About Men — Беренджария
- 1955 — Пока они счастливы[англ.] / As Long as They're Happy — Мэй
- 1955 — Смотри как они бегут[англ.] / See How They Run — Айза
- 1955 — Герои утлого судёнышка[англ.] / The Cockleshell Heroes — Миртл
- 1955 — Вы удачливые люди[англ.] / You Lucky People — сержант Гортензия Типп
- 1956 — Ребёнок в доме[англ.] / Child in the House — Кэсси
- 1956 — Зелёный человек[англ.] / The Green Man — Лили
- 1958 — Человек, который не мог говорить[англ.] / The Man Who Wouldn't Talk — телефонистка
- 1958 — Так держать, сержант[англ.] / Carry On Sergeant — Нора
- 1959 — Операция «Булшайн»[англ.] / Operation Bullshine — рядовая Кокс
- 1960 — Следуй за той лошадью![англ.] / Follow That Horse! — мисс Брэдсток
- 1961 — Ночь, когда мы поймали птицу[англ.] / The Night We Got the Bird — Джули Скидмор
- 1961 — Вкус мёда / A Taste of Honey — Хелен
- 1966 — Великое ограбление поезда в Сент-Триниан[англ.] / The Great St Trinian's Train Robbery — Амбер Споттисвуд
- 1966 — Человек-сэндвич[англ.] / The Sandwich Man — миссис Де Вир
- 1967 — Дешевле пареной репы[англ.] / Two a Penny — Раби Хопкинс
- 1971 — Руки потрошителя[англ.] / Hands of the Ripper — миссис Голдинг
- 1972 — Фронт[англ.] / Up the Front — Кора Крампингтон
- 1988 — Квартира ноль / Apartment Zero (Conviviendo con la muerte) — Маргарет Маккинни
- 2005 — Зеркальная маска / MirrorMask — тётушка Нэн

### Телевидение
- 1962, 1976, 1981, 1989 — Это твоя жизнь[англ.] / This Is Your Life — Дора Брайан (в 4 выпусках)
- 1996, 2001 — Ещё по одной / Absolutely Fabulous — Долли / Милли (в 2 эпизодах)
- 2000—2005 — Бабье лето[англ.] / Last of the Summer Wine — Роз (в 50 эпизодах)